# Mohawk Island
Mohawk Island är en ö i Kanada.   Den ligger i provinsen Ontario, i den sydöstra delen av landet, 400 km sydväst om huvudstaden Ottawa.